# Carlos Rein Segura
Carlos Rein Segura (Màlaga, 18 de juny de 1897 - Madrid, 11 de febrer de 1992) va ser un enginyer agrònom i polític espanyol. Va ser ministre de Francisco Franco i procurador en Corts.

## Biografia

### Els primers anys
Va estudiar enginyer agrònom i va ingressar en l'Administració, quedant enquadrat del Cos Nacional d'Enginyers Agrònoms del Ministeri d'Hisenda.
Va exercir funcions en la Junta de Colonització i Repoblació Interior, prestant el seu servei en les colònies agrícoles del Galeón, a Cazalla de la Serra i Cañamero. En la primera localitat va ser nomenat alcalde durant la Dictadura de Primo de Rivera. Posteriorment va exercir un altre lloc polític, el de president del Comitè Partiari de Carta i Descàrrega del Port de Màlaga
Després de caure el dictador, va ser agregat a la Secció Agronòmica de Màlaga, passant aquest mateix any de 1929 a director del Centre de Fermentació de Tabac de Màlaga. La seva trajectòria laboral ja estaria molt relacionada amb aquest cultiu.
Durant el període republicà, va adoptar una posició discreta en matèria política. Va intervenir com a interventor en les eleccions de 1931 i en les de 1936 recolzant a les forces de dreta. S'afilià a Falange Española de las JONS, mantenint constant contacte amb els seus dirigents. En esclatar la guerra, va ser deposat del seu càrrec, detingut i empresonat al vaixell presó Marquès de Chávarri, on va romandre fins que el 8 de febrer de 1937, Màlaga va ser presa per l'exèrcit franquista. La intervenció del cònsol de Mèxic a Màlaga, interessant-se per la seva situació i la d'altres presos polítics, va permetre demorar la vista de la seva causa i probablement va salvar la seva vida.

### Carrera política
Les noves autoritats el van nomenar gestor del primer Ajuntament, president de la Càmera Oficial Agrícola i al maig de 1938 delegat provincial sindical en la provincial, posat en el qual es va mantenir fins a maig de 1941. Era un falangista del cercle de José Luis Arrese. Nomenat enginyer director de Cultiu i Fermentació de Tabac, va traslladar la seva residència a Madrid.
Una vegada a la capital, va ser escollit membre de la secretaria política de la Secretaria General de Partit i al novembre de 1941, nomenat sotssecretari nacional d'Ordenació Econòmica de la Delegació Nacional de Sindicats. Ja en el Ministeri d'Agricultura, va ser Director del Sindicat Nacional de Cultiu de Tabac, Director General de Proveïments i Transports i Sotssecretari d'Agricultura.
El 20 de juliol de 1945 va ser nomenat ministre de Agrícultura. Durant el seu mandat destaca la Llei de 27 d'abril de 1946 que regulava l'expropiació de finques rústiques per interes social i la Llei de 21 d'abril de 1949 que impulsava la colonització i distribució de la propietat a les zones regables. També va impulsar l'Institut de Biologia Animal i es va crear l'Institut d'Inseminació Artificial Ramadera.
Després de la seva etapa ministerial, ejecició altres càrrecs en l'Administració. Així va tornar a ser responsable de Servei Nacional del Cultiu de Tabac.
Va ser procurador en Corts en raó als seus càrrecs, entre el 16 de març de 1943 i el 14 d'abril de 1958 i per designació del Cap de l'Estat entre el 31 de maig de 1961 i 11 de novembre de 1967.
La seva trajectòria laboral va finalitzar en l'empresa privada. Va ser vicepresident d'Industrial Cervecera Sevillana. Va mantenir la seva relació amb el món del tabac, primer com a vicepresident a Tabacalera en representació del capital públic en el període 1971-1973 i després en el mateix lloc, representant al capital privat fins a 1979. També va estar lligat a John Deere Ibèrica, de la que el maig de 1974 en serà nomenat president d'honor. Durant aquesta època, també va ser president del Consell General de Col·legis d'Enginyers Tècnics Agrícoles i Perits Agrícoles de l'Estat. Així mateix va ser conseller dels bancs Urquijo, Rural i Mediterrani, Occidental i Exterior.
Sempre va estar molt unit a la seva ciutat d'origen i així el 1958 va impulsar la creació de la Casa de Màlaga a Madrid
Comptava amb nombroses condecoracions. Així en relació amb la Guerra Civil la Medalla de Sofriments per la Pàtria i Medalla de Campanya en la Rereguarda. Relacionades amb la seva activitat política i professional se li va concedir la Gran Creu de Carles III, la Gran Creu d'Isabel la Catòlica, la medalla al Mèrit Agrícola i al Mèrit Civil. De caràcter internacional, l'Orde del Libertador San Martín de la República Argentina i l'Orde de Boyacá de Colòmbia.

## Obres
- La electrificación agrícola y sus posibilidades: Conferencia pronunciada en el Círculo de la Unión Mercantil de Madrid (1945).